# Tsai Eng-Meng

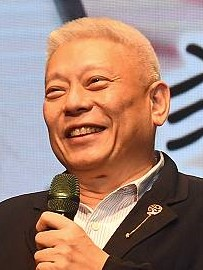
Tsai Eng-Meng

Tsai Eng-Meng (chinesisch 蔡衍明, Pinyin Cài Yǎnmíng; * 1957 in Datong, Taipeh) ist ein taiwanischer Unternehmer.

## Leben
Tsai wurde 1957 in Peking geboren. Sein Vater Tsai A-Shi war Unternehmer und leitete die Fischkonservenfirma I-Lan Foods Industrial Co., Ltd. Nach seinem Schulabschluss stieg Tsai Eng-Meng in die Firma ein und wurde 1977 ihr CEO. 1983 bekam sie den Namen Want Want. Sie wurde zum größten Reiskuchenproduzenten der Welt.
Tsai gründete 2007 das Unternehmen Want Want China, das im Hang Seng Index gelistet ist (Stand: 2012). Das Unternehmen Want Want China mit Firmensitz in Shanghai ist Marktführer in der Herstellung und dem Verkauf von Reiskuchen in der Volksrepublik China und produziert weitere Nahrungsmittelprodukte wie Joghurtdrinks, Milchgetränke und Snacks. Tsai gehört nach Angaben des US-amerikanischen Forbes Magazine zu den reichsten Taiwanern und ist 2012 in The World’s Billionaires gelistet.
2008 kaufte er die China Times und stieg so in die Medienindustrie ein. Weiterhin kaufte er verschiedene Magazine und den Fernsehsender Chung Tien Television. Tsai wurde daraufhin vorgeworfen, China zu helfen, Einfluss in Taiwan zu gewinnen und die Redaktion der Zeitung zu beeinflussen. So wurde bei der China Times 2008 ein Editor gefeuert, der einen kritischen Artikel zu einem chinesischen Diplomaten geschrieben hatte. Die Versuche von Tsai, größere Anteile der taiwanischen Medienlandschaft zu kaufen führten zu großen Studentenprotesten.
Tsai äußert sich regelmäßig zu politischen Themen. Er gilt als großer Unterstützer der Vereinigung Taiwans mit China. 2012 sagte er der Washington Post, dass "die Vereinigung früher oder später stattfinden werde". Im gleichen Artikel behauptete er, dass der Tank Man beim Tiananmen-Massaker nicht getötet worden sei. Daraufhin kritisierte der ehemalige Studentenaktivist und Dissident Wang Dan Tsai scharf und rief zum Boykott von dessen Zeitung auf. Tsai erwiderte daraufhin, dass er falsch zitiert worden sei. Bei der Präsidentschaftswahl 2020 unterstützte Tsai den Kandidaten der Kuomintang Han Kuo-yu.